# Eugnosta erigeronana
Eugnosta erigeronana es una especie de polilla de la tribu Cochylini, familia Tortricidae. Fue descrita científicamente por Riley en 1881. El nombre se refiere a las plantas húespedes, miembros del género Erigeron.
Su envergadura es de 11-13 mm. Los adultos vuelan de enero a octubre.
Las larvas están asociadas a moscas de las agallas (familia Cecidomyiidae) que forman agallas en especies de Erigeron.

## Distribución
Se encuentra en Texas, Oklahoma hasta Florida, Carolina del Norte e Illinois.